# Östergötlands runinskrifter 198
Östergötlands runinskrifter 198, Ög 198,  är en fragmentariskt bevarad runsten i Normlösa kyrka i Mjölby kommun. Materialet är röd kalksten. Stenen låg under slutet av 1800-talet som trappsteg i Normlösa klockaregård. Den är skadad och de två bevarade fragmenten innehåller inte hela inskriften. Fragmenten, ett större och ett mindre, finns idag i kyrkans vapenhus. På 1940-talet sammanfogade man dem två gånger, men idag hänger de inte längre ihop. Runorna, 8–10 centimeter höga, finns i huvudsak längs kanterna. Ytan därellan är försedd med ornament.

## Inskriften
Translitterering av runraden:
uluf : auk : þa... ... ... ... (:) sin × iR buki × i × u-(a)uaþi
Normalisering till runsvenska:
Olof ok ... ... ... ... sinn, eR byggi i Øy[r]avaði.
Översättning till nusvenska:
Olov och --- (reste denna sten efter N.N. fader) sin, som bodde i Örevad
Avsnittet inom parentes, som Brate lagt in på den saknade mittdelens plats, är en ren spekulation grundad på vad som är vanligt att det står på runstenar. Olov är här ett kvinnonamn. Örevad är namnet på en gård i grannsocknen Älvestad.